# Brigham Henry Roberts
Brigham Henry Roberts (Warrington, Inglaterra, 13 de marzo de 1857-Salt Lake City, Utah, 27 de septiembre de 1933) fue un historiador, político y líder religioso estadounidense de origen británico, representante de Utah en el Congreso y primer congresista destituido de su cargo. Junto a sus padres llegó a Estados Unidos en 1866, estableciéndose en Bountiful, Utah. Allí cursó sus estudios primarios y secundarios, graduándose en 1878 en la Universidad Deseret de Salt Lake City. Ejerció como profesor y posteriormente trabajó como editor asociado en el periódico Salt Lake Herald. Fue miembro de la convención estatal que elaboró el marco legal del Estado de Utah en 1894. Al año siguiente se presentó a las elecciones por el Partido Demócrata, pero fracasó en su intento de llegar al Congreso.
Miembro de La Iglesia de Jesucristo de los Santos de los Últimos Días (IJSUD), en 1899 fue elegido representante demócrata por Utah. Acusado de poligamia, Roberts fue destituido de su cargo el 25 de enero de 1900. Alejado de la política activa, durante la Primera Guerra Mundial se desempeñó como capellán del 140.º regimiento de artillería. Posteriormente fue nombrado presidente de la Misión de los Estados del Este de la IJSUD. Murió el 27 de septiembre de 1933 en Salt Lake City (Utah, Estados Unidos).

## Primeros años

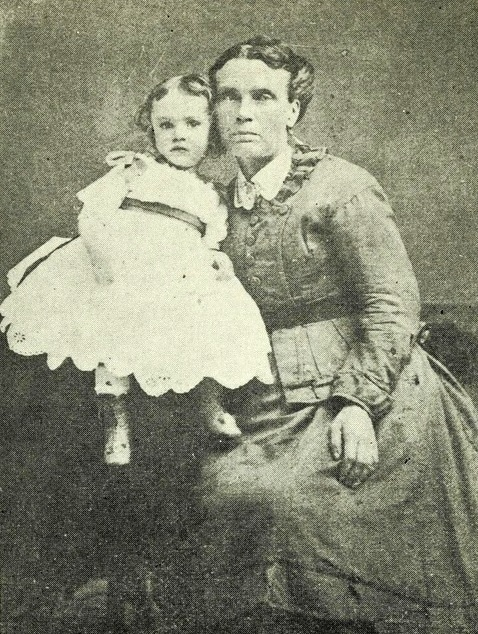
Ann Everington Roberts, madre de B. H. Roberts

Roberts nació en Warrington, Lancashire, Inglaterra, hijo de Benjamin Roberts, un herrero alcohólico y platero de barcos, y Ann Everington, costurera. En el año de su nacimiento, ambos padres se convirtieron a la IJSUD. Benjamin Roberts luego abandonó a su familia. Roberts escribió más tarde: «Mi infancia fue una pesadilla; mi infancia una tragedia».
Con la ayuda del Fondo Perpetuo para la Emigración, B. H. Roberts y una hermana salieron de Inglaterra en abril de 1866. En Nebraska se subieron a una caravana y procedieron a caminar, durante gran parte del camino descalzos, hasta Salt Lake City, donde fueron recibidos por su madre. que los había precedido. En 1867, Roberts fue bautizado en la IJSUD por Seth Dustin, quien dos años más tarde se convirtió en su padrastro. Dustin finalmente abandonó a su familia y «después de varias reapariciones, finalmente desapareció por completo». Ann Dustin obtuvo el divorcio en 1884. Al llegar al Territorio de Utah, Roberts se estableció en Bountiful, al que desde entonces siempre consideró su hogar.
Roberts se convirtió en minero, y participó en el juego y la bebida típicos de esa época y lugar (una vez fue disciplinado por un obispo de Salt Lake, quien le advirtió que el alcohol «no sólo le haría caer de rodillas sino también en los codos y la barbilla»). Roberts finalmente aprendió a leer y, después de una serie de trabajos, fue aprendiz de herrero mientras asistía a la escuela. Luego se convirtió en un «lector voraz, devorando libros de historia, ciencia, filosofía», especialmente el Libro de Mormón y otros textos religiosos mormones. En 1878, Roberts se casó con Sarah Louisa Smith, y ese mismo año se graduó primero de su clase en la Universidad de Deseret, la escuela precursora normal de la Universidad de Utah. Roberts y Sarah Smith finalmente tuvieron siete hijos.

## Servicio en la iglesia
Después de graduarse (y del nacimiento de su primer hijo), Roberts fue ordenado en los Setenta en la rama de su iglesia local y enseñó en la escuela para mantener a su familia. La IJSUD lo envió en una misión a Iowa y Nebraska, «pero debido a que el clima frío fue duro para su salud, fue trasladado a Tennessee en diciembre de 1880». Allí obtuvo notoriedad como presidente de la Conferencia de Tennessee de la Misión de los Estados del Sur.
El 10 de agosto de 1884, una turba en la pequeña comunidad de Cane Creek asesinó a dos misioneros mormones y a dos miembros de la congregación mormona. (Uno de estos últimos había matado a un miembro de la mafia antes de que lo mataran a su vez). Con cierto riesgo personal, Roberts se disfrazó de vagabundo y recuperó los cuerpos de los dos misioneros para sus familias en el Territorio de Utah.
Durante un breve regreso a Utah, Roberts tomó una segunda esposa, Celia Dibble, con quien tuvo ocho hijos. De 1889 a 1894, Celia fue exiliada en Manassa, Colorado, para proteger a su esposo de ser procesado por cohabitación ilegal.
En diciembre de 1886, mientras se desempeñaba como editor asociado del Salt Lake Herald, Roberts fue arrestado bajo el cargo de cohabitación ilegal. Pagó una fianza para comparecer ante el tribunal al día siguiente y esa noche partió en misión a Inglaterra.
En Inglaterra, Roberts se desempeñó como editor asistente de la publicación de la IJSUD The Millennial Star y completó su primer libro, The Gospel: An Exposition of Its First Principles (1888).
Al regresar a Salt Lake City en 1888, como editor de tiempo completo de la revista SUD The Contributor, fue elegido como uno de los siete presidentes del Primer Consejo de los Setenta, el tercer órgano de gobierno más alto de la IJSUD. «Cansado de evadir a las autoridades federales», Roberts se rindió en abril de 1889 y se declaró culpable del cargo de cohabitación ilegal. Estuvo encarcelado en la Prisión Territorial de Utah durante cinco meses. Después de su liberación, trasladó a sus familias a Colorado y se casó con una tercera esposa, Margaret Curtis Shipp, poco antes o poco después de que Wilford Woodruff, presidente de la IJSUD, emitiera el Manifiesto de 1890 que prohibía la realización de nuevos matrimonios plurales dentro de la Iglesia.  La tercera esposa de Roberts era siete años mayor que él y había obtenido un título en obstetricia. Roberts parecía preferir la compañía de Margaret, «y esto creó algunos problemas» con sus otras familias, aunque Roberts continuó criando a sus hijos con sus madres. Roberts y Margaret no tuvieron hijos.  Roberts fue indultado en 1894 por el presidente estadounidense Grover Cleveland. Renunció como editor del Salt Lake Herald en 1896, dando como razón de que la posición que había adoptado el periódico sobre el reciente «Manifiesto» podía colocarlo en una falsa luz.

## Carrera política y militar

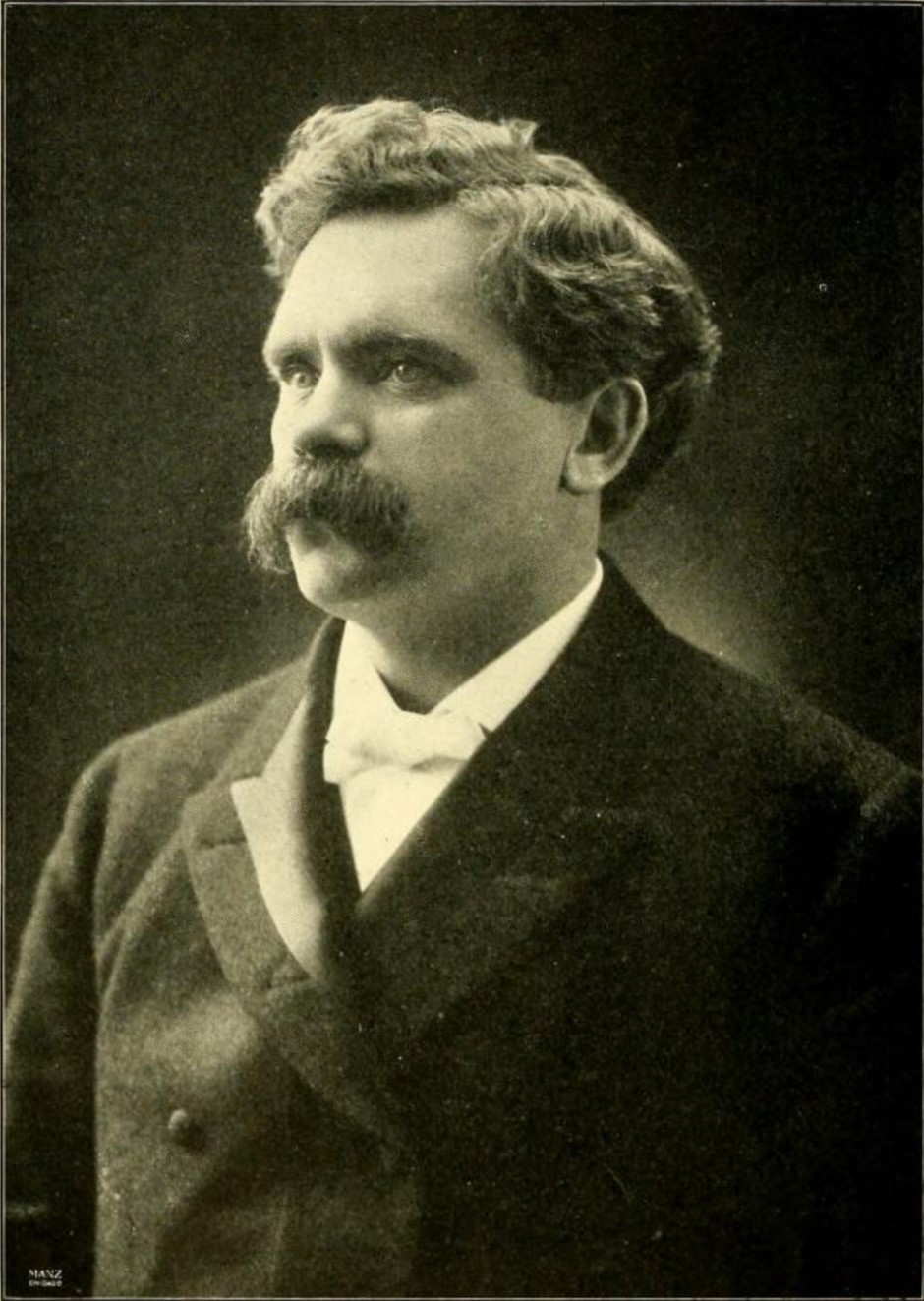
Roberts, ca. 1901

Durante el período de transición que siguió a 1890, la IJSUD disolvió su Partido Popular, «y se animó a los Santos a alinearse con los partidos nacionales». Roberts se convirtió en un ferviente demócrata y fue elegido Delegado del Condado de Davis para la Convención Constitucional del Estado de Utah en 1894. Roberts demostró ser un miembro vocal de la Convención, particularmente en su oposición al sufragio femenino.
En 1895, Roberts era el candidato demócrata perdedor para la Cámara de Representantes de los Estados Unidos, y Roberts creía que los líderes de la IJSUD, que eran predominantemente republicanos, «habían influido injustamente en las elecciones al reprenderlo públicamente a él y a su compañero demócrata Moses Thatcher por postularse para un cargo sin permiso expreso de la Iglesia».
Luego, la IJSUD emitió el Manifiesto político de 1895, que prohibía a los funcionarios de la iglesia postularse para cargos públicos sin la aprobación de la Iglesia. Tanto Roberts como Thatcher se negaron a aceptar dicho manifiesto, y fueron suspendidos de sus cargos eclesiásticos. Roberts, creyendo que tal requisito era una infracción básica de sus derechos civiles, capituló pocas horas antes de la fecha límite del 24 de marzo de 1896. Firmó el manifiesto, escribió una carta de disculpa a la Primera Presidencia y fue reinstalado. Thatcher fue más terco: se negó a firmar, fue expulsado del Quórum de los Doce Apóstoles y apenas evadió la excomunión.
En 1898, Roberts fue elegido demócrata para el 56.º Congreso, pero la Cámara de Representantes se negó a colocarlo debido a su práctica de la poligamia. La prolongada batalla que siguió para mantener su asiento, que no tuvo éxito, dejó a Roberts amargado.
El gobernador de Utah había nombrado a Roberts capellán de la Guardia Nacional de Utah; en 1917, cuando Estados Unidos declaró la guerra a Alemania, Roberts se ofreció como voluntario para servir como capellán del ejército estadounidense. Se renunció al límite de edad de cuarenta —Roberts tenía entonces sesenta— y Roberts se convirtió en capellán de la 145ª Artillería de Campaña, que llegó a Francia en septiembre de 1918 pero no entró en acción antes de la firma del Armisticio en noviembre.

## Carrera como escritor
Roberts escribió dos biografías, una novela, ocho narraciones históricas y compilaciones y otra docena de libros sobre teología mormona. A finales de la década de 1890, también ayudó a establecer Improvement Era y se convirtió en el editor de facto de este periódico oficial de la IJSUD. La obra de Roberts en seis volúmenes: History of the Church of Jesus Christ of Latter-day Saints: Period I, History of Joseph Smith, the Prophet by Himself incluía «notas críticas, nuevos documentos, encabezados de barra lateral para la mayoría de los párrafos y extensos ensayos interpretativos que presentaban cada volumen. Desafortunadamente, Roberts continuó con la confusa estructura del original, donde varios documentos se unieron y se atribuyeron incorrectamente a Joseph Smith». Roberts se desempeñó como historiador asistente de la Iglesia desde 1902 hasta su muerte en 1933.
Roberts escribió la novela Coriantón (1889), publicada en serie en The Contributor y basada en la historia de Coriantón, el hijo de Alma, contada en el Libro de Mormón. Aunque melodramática y demasiado didáctica, también se ha considerado que la novela proporciona representaciones profundas y útiles de algunos de los personajes. Posteriormente fue la inspiración para la película de 1931 Corianton: A Story of Unholy Love.
El trabajo más importante de Roberts fue un tratamiento integral de la historia mormona, que comenzó en 1909 como una serie de artículos mensuales para una revista no mormona. Roberts pidió repetidamente (y durante muchos años, sin éxito) a los líderes de la iglesia que volvieran a publicar los artículos en varios volúmenes. Finalmente, en 1930 la iglesia acordó publicarlo durante la celebración de su centenario. La obra en seis volúmenes Comprehensive History of the Church of Jesus Christ of Latter-day Saints: Century I (3459 páginas) cubrió por primera vez muchos desarrollos de finales del siglo XIX y principios del siglo XX. Además, aunque su punto de vista era «descaradamente mormón», Roberts «desdeñó... los mitos que promueven la fe» y «fue un partidario, no un apologista incuestionable».
Roberts «con frecuencia adoptó una visión más amplia» del lugar de la IJSUD «en el esquema celestial de las cosas que algunos de sus colegas. En 1902 les dijo a los Santos que "si bien la Iglesia de Jesucristo de los Santos de los Últimos Días les fue dada una parte prominente en este gran drama de los Últimos Días, no es la única fuerza ni el único medio que el Señor ha empleado para llevar a cabo aquellas cosas de las que han testificado Sus profetas en la antigüedad"». La teología de Roberts incluía la creencia en «la doctrina liberal moderna del hombre y el optimismo del siglo XIX, y se requería una mente audaz, rebelde y espaciosa para comprender todas sus implicaciones».
Roberts esperaba que la iglesia publicaría su tratado teológico más elaborado, The Truth, The Way, The Life, pero su intento de utilizar la teoría científica contemporánea para reforzar la doctrina mormona llevó, en 1930, a un conflicto con el apóstol mormón Joseph Fielding Smith, quien había sido influenciado por los escritos del creacionista de la tierra joven George McCready Price. Smith se opuso públicamente a los puntos de vista cuasi-evolutivos de Roberts en deferencia a una lectura literal tanto de la Biblia como de las escrituras mormonas. La controversia se debatió ante el Quórum de los Doce Apóstoles, y se «declaró un empate: ni la existencia ni la inexistencia de pre-adamitas constituirían doctrina de la Iglesia». The Truth, The Way, The Life no se publicó hasta 1994.

## Studies of the Book of Mormon
Aunque Roberts continuó testificando sobre la verdad del Libro de Mormón, una obra fundamental del mormonismo, también escribió tres estudios, inéditos hasta 1985, que luchaban con los problemas del Libro de Mormón. El primero, Book of Mormon Difficulties: A Study ('Las dificultades del Libro de Mormón: un estudio'), fue un manuscrito de 141 páginas escrito en respuesta a una serie de preguntas de un investigador, referido a Roberts por el presidente de la iglesia, Heber J. Grant. Cuando Roberts confesó que no tenía respuesta para algunas de las dificultades, y las autoridades decidieron ignorarlas, Roberts produjo Studies of the Book of Mormon, un tratado de más de 400 páginas. En este trabajo comparó el Libro de Mormón con View of the Hebrews, escrito por Ethan Smith, y encontró similitudes significativas entre ellos. Finalmente, Roberts escribió A Parallel, una versión condensada de su estudio más amplio, que demostró dieciocho puntos de similitud entre los dos libros, y en el que reflexionó que el imaginativo Joseph Smith podría haber escrito el Libro de Mormón sin ayuda divina.
Los historiadores mormones han debatido si el manuscrito refleja las dudas de Roberts o era un caso de su papel de abogado del diablo. Cuando presentó Studies of the Book of Mormon a los líderes de la iglesia, enfatizó que él estaba «asumiendo la posición de que nuestra fe no solo es inquebrantable sino inquebrantable en el Libro de Mormón, y por lo tanto podemos mirar sin temor a todos que se puede decir en contra». Sin embargo, Roberts retuvo algunos de sus materiales de las autoridades generales.
Roberts afirmó que la autenticidad de la Restauración debe «sostenerse o caer» sobre la verdad de la afirmación de Joseph Smith de que el Libro de Mormón era la historia de un pueblo antiguo inscrito en un alijo de planchas de oro; Roberts predijo que si los líderes de la iglesia no abordaban los problemas históricos de los orígenes de la iglesia y los posibles anacronismos en el Libro de Mormón, estos problemas finalmente socavarían «la fe de la juventud de la Iglesia».
Roberts continuó afirmando su fe en los orígenes divinos del Libro de Mormón hasta su muerte en 1933; pero como ha escrito Terryl Givens, «ha surgido un animado debate sobre si su convicción personal realmente permaneció intacta después de sus investigaciones académicas». Según Richard y Joan Ostling, cuando el estudio de Roberts se hizo más conocido, especialmente después de su publicación por University of Illinois Press en 1985, los apologistas mormones «se aceleraron» y «produjeron respuestas» porque «Roberts no podía ser descartado como un forastero o un antimormón».

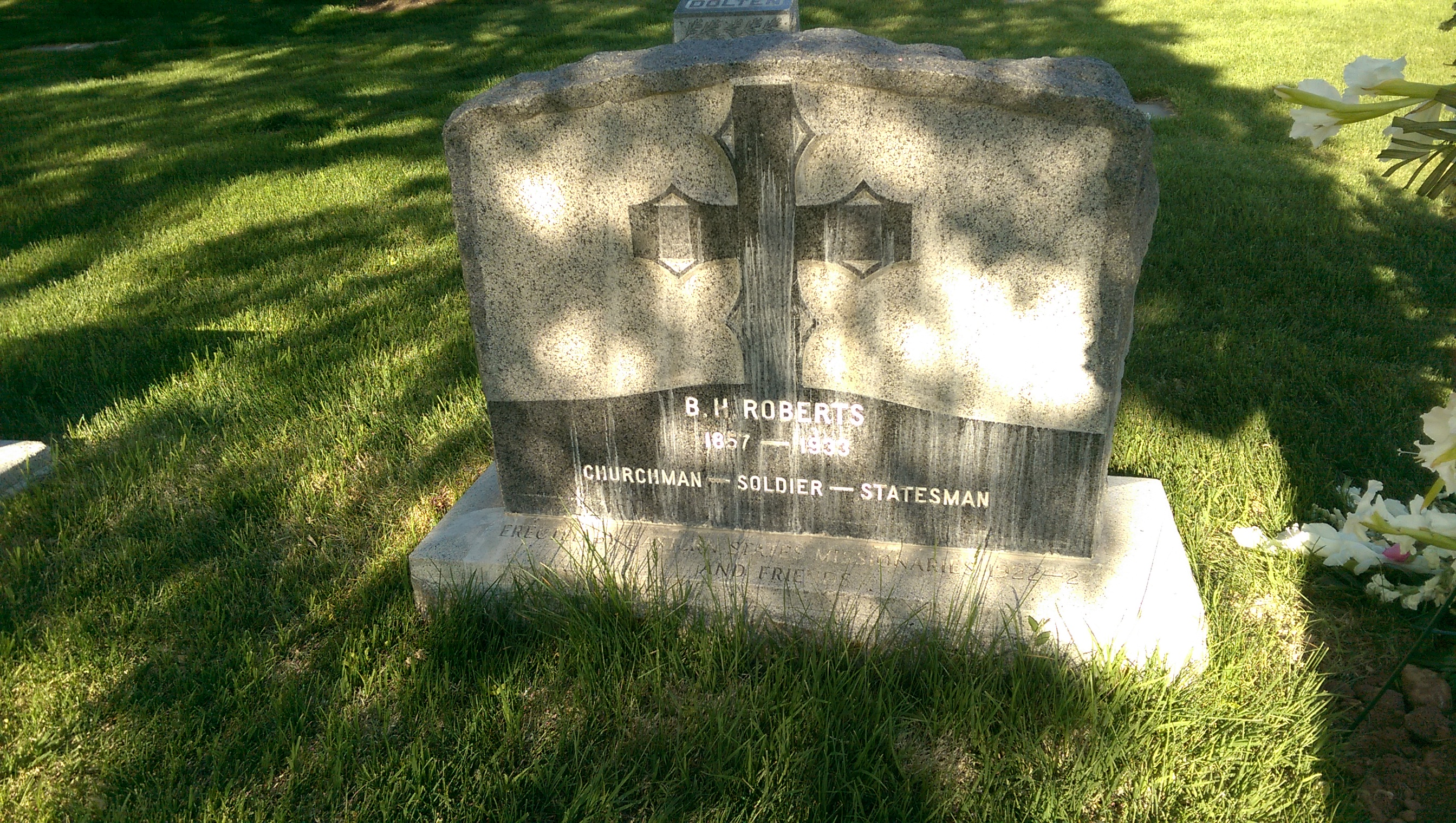
Lápida de B. H. Roberts en el cementerio de la ciudad de Centerville

## Años después
De 1922 a 1927, Roberts fue nombrado presidente de la Misión de los Estados del Este, y allí creó una innovadora «escuela misionera» para enseñar a los misioneros mormones las formas más efectivas de hacer proselitismo. Roberts también sirvió durante muchos años como líder de la Asociación de Mejoramiento Mutuo de Hombres Jóvenes de la iglesia. En 1923, Roberts, que sufría de diabetes, colapsó en una conferencia «que conmemoraba el centenario de la existencia revelada del Libro de Mormón». Fue tratado con insulina, un fármaco relativamente nuevo. Un año después de la muerte de su tercera esposa, su compañera en Nueva York, Roberts regresó a Utah; fue presidente senior del Primer Concilio de los Setenta desde 1924 hasta su muerte. Roberts murió el 27 de septiembre de 1933 por complicaciones de la diabetes. Le sobrevivieron trece hijos y su segunda esposa.
Independientemente de sus creencias religiosas fundamentales, la mayoría de los eruditos aceptarían el juicio de Brigham Madsen de que Roberts poseía una «integridad profundamente arraigada y, sobre todo... una voluntad intrépida de seguir adonde lo llevara su razón. Podría ser áspero en su defensa de obstinadamente tenía creencias, pero tenía la capacidad de cambiar sus puntos de vista cuando se enfrentaba a pruebas nuevas y persuasivas». Para Leonard J. Arrington, Roberts era «el líder intelectual del pueblo mormón en la era de los mejores logros intelectuales del mormonismo».